# Аменореја
Аменореја (лат. amenorrhoea) је стање које се одликује изостанком менструације током најмање шест месеци, а може да буде физиолошка и патолошка. Физиолошка аменореја представља нормални изостанак менструације у периоду пре пубертета, током трудноће, за време дојења и након менопаузе. Патолошка аменореја се дели на примарну и секундарну.
Примарна настаје када се код физички и полно зреле девојке прва менструација (менарха) не појави до 16. године живота. Присутна је код 0,1% женске популације. Секундарна аменореја представља изостанак менструације током три циклуса или 6 месеци код жена које су већ имале менструацију. Ова врста аменореје се јавља код приближно 1% жена.
Нередован менструални циклус, у коме се менструација јавља у интервалу од 35 дана до шест месеци, се означава као олигоменореја. Аменореја иначе може бити симптом неплодности.

## Етиологија
Аменореја није болествећ симптом који могу проузроковати различити етиолошки фактори: хипоталамусни поремећаји (тумори и инфилтративне лезије, психотропни лекови, губитак телесне тежине, прекомерна физичка активност, психогени поремећаји - емоционални стрес, анорексија и сл), хипофизни поремећаји (деструктивне лезије, хипопитуитаризам, тумори, конгенитални поремећаји), поремећаји јајника (синдром полицистичних јајника, превремена оваријална инсуфицијенција, тумори, тестикуларна феминизација, галактоземија, хемиотерапија, ирадијација), поремећаји гениталног тракта (атрофија ендометријума, стеноза цервикса, хематоколпос, конгенитално одсуство материце и вагине), обољења штитне жлезде (хипотиреоидизам, хипертиреоидизам), обољења надбубрежних жлезда (конгенитална адренална хиперплазија, Кушингов синдром, тумори, Адисонова болест) итд.

## Компликације
Нелечена аменореја представља ризик за остеопорозу и превремену исхемијску болест срца, а када је удружена са синдромом полицистичних јајника, хиперплазију и карцином ендометријума. Жене често касније у животу имају хипертензију (повишен крвни притисак), дијабетес и хиперлипидемију (повишен ниво масти у крви).

## Дијагноза
Дијагноза се поставља на основу анамнезе, детаљног гинеколошког и ултразвучног прегледа и хормоналних анализа (базални хормонални статус уз функционалне тестове). Веома често је темељну дијагностику потребно допунити са хистероскопијом, лапароскопијом и кариограмом (хромозомском анализом).

## Лечење
Лечење је усмерено на корекцију основног поремећаја, потом на надокнаду хормона естрогена и уколико је непосредни циљ постизање плодности, на индукцију овулације. Надокнада естрогена је неопходна ради спречавања дугорочних компликација. Код хроничне ановулације са нормалним нивоом естрогена неопходна је циклична примена прогестерона ради спречавања хиперплазије ендометријума.